# Папа Гргур XIV
Папа Гргур XIV (лат. Gregorius XIV; Сома Ломбардо, 11. фебруар 1535 - Рим, 16. октобар 1591) је био 229. папа од 5. децембар 1590. до 16. октобар 1591.